# Re:Voir Vidéo
Re:Voir  société fondée par (Samuel) Pip Chodorov, est une entreprise qui fait connaître le cinéma expérimental sur support vidéo depuis sa création  et en VOD depuis 2015. 

## Historique
Re : Voir Vidéo était d’abord une excroissance de la Coopérative Light Cone. Cette dernière, depuis la création de Re : Voir Vidéo en 1998, n’a réalisé qu’un seul DVD en 2009, La Coquille et le Clergyman de Germaine Dulac en coédition avec Paris Expérimental et sous le seul label Light Cone .
Le cinéaste Pip Chodorov salarié, dans les années 1990, de Light Cone, coopérative de diffusion du cinéma expérimental fondée en 1982 (distributrice de près de quatre mille films en 2016), reçut, en 1993, la visite d'un ayant droit de Maya Deren, cinéaste dont les films en dépôt étaient diffusés par la coopérative (association loi de 1901 qui reverse 70 % du prix de location aux cinéastes sur le modèle de The Film-Makers' Cooperative (en) de Jonas Mekas). Lorsque Chodorov lui proposa de réaliser une vidéocassette (uniquement à usage interne pour les distributeurs qui consultaient  les films sur place), l'ayant droit crut qu'il s'agissait de concevoir une cassette destinée à être vendue dans le commerce. Ce qui fut fait, en définitive, avec l'accord de  Yann Beauvais, cofondateur de la structure, sous le nom de Light Cone Vidéo. Toutefois, des dissensions sont nées entre les divers membres, dont certains  pensaient que ces éditions vidéo nuisaient à la diffusion des films en salle et en pellicule.
Chodorov a dû partir et fonder une autre structure, Re : Voir Vidéo (mais il est demeuré membre de Light Cone en tant que cinéaste déposant, comme il est également membre du Collectif Jeune Cinéma, ces structures ne diffusent que les droits non-commerciaux des films et on peut adhérer à ces deux structures) : « On a commencé vers 1993 », précise-t-il, « à dire aux filmmakers de mettre leurs œuvres sur bande vidéo, car c'était  plus facile, ainsi, de les montrer à des programmateurs sans user les copies. Beaucoup d'adhérents ont suivi cette voie. Puis l'ayant droit de Maya Deren, Mme Cherel Ito (qui avait mal compris), a dit  accepter qu'on mette les films de la pionnière en vidéo afin de les vendre. Elle-même l'avait déjà fait à New York. J'étais emballé par l'idée, Yann Beauvais était plus sceptique. Il a fini par donner son accord. Il est même devenu un des associés quand on a créé la SARL. Je n'ai pas trouvé meilleur nom que Light Cone Vidéo. Et c'est ainsi que les premières cassettes sont sorties sous ce label [...]  Même si les cassettes étaient destinées à la vision privée et les films sur pellicule à des salles ou des festivals, la confusion demeurait entre les deux structures. Il fallait changer le nom de celle consacrée à la vidéo. Re:Voir a un double sens. À l'époque, en 1997, peu de Français connaissaient l'internet. J'ai pris le Re : de l'email qui, en anglais, signifie regardant, ou in reference to. Le deuxième sens est plus littéral en français. » .

## Cinéastes édités
En plus de vingt ans, cent trente DVD ont été édités , ceux, entre autres, de cinéastes tels que Jonas Mekas, Maya Deren, Maurice Lemaître, Patrick Bokanowski, Boris Lehman, Steven Dwoskin, Isidore Isou, Jean-Jacques Lebel, Suzan Pitt , Adolfo Arrieta, Len Lye, Gunvor Nelson, Charlemagne Palestine, Jürgen Reble, Michael Snow, Frédérique Devaux, Stéphane Marti, Patrick Deval, Jackie Raynal, Stan Brakhage, Philippe Garrel ou  Marcel Hanoun,.
Leur nombre est passé de trois la première année à dix en 2014, rééditions comprises.
Chaque DVD est accompagné d'un matériel critique conséquent prenant, parfois, comme pour  Walden de Jonas Mekas, l'aspect d'un véritable livre.
Re : Voir Vidéo
est, avec Lowave, le seul label entièrement consacré, en France, au cinéma expérimental et aux films d’artistes. Re:Voir Vidéo s’est consacré, jusqu’à une période récente, aux classiques de l’avant-garde et au cinéma underground américain. Il s’ouvre, actuellement, au cinéma essayiste  en éditant Boris Lehman, David Perlov , Marcel Hanoun. Lowave travaille sur un répertoire plus contemporain où l’art vidéo a sa place ainsi que les productions des pays et continents de l’ex-tiers monde ou émergents : Liban, Maghreb, Moyen-Orient, Asie.